# 格里亚赫
格里亚赫是奥地利萨尔茨堡州隆高县的一个市镇。总面积44平方公里，总人口363人，人口密度8.3人/平方公里（2005年）。